# Lucia Leidenfrost
Lucia Leidenfrost (* 1990 in Frankenmarkt, Oberösterreich) ist eine Schriftstellerin und Linguistin.

## Leben
Sie studierte Germanistik, Skandinavistik und Germanistische Linguistik (M.A.) an der Eberhard Karls Universität Tübingen und arbeitete nach dem Studium als Wissenschaftliche Mitarbeiterin am Leibniz-Institut für Deutsche Sprache. Außerdem unterrichtete sie Deutsch als Fremdsprache, war an der Leondinger Literatur Akademie tätig und absolvierte eine Ausbildung zur Theaterpädagogin. 2009 bis 2013 folgten Seminare am Studio Literatur und Theater der Uni Tübingen. 2017 schließlich folgte die Teilnahme an der Werkstatt für junge Literatur im Schloss Retzhof. Lucia Leidenfrost ist Mitbegründerin des Kollektivs für Junge Literatur Mannheim. Sie schreibt u. a. Erzählungen, Kurzgeschichten und veröffentlichte 2020 ihren ersten Roman: Wir verlassenen Kinder.
Sie lebt in Herrenberg.

## Werk
Bücher
- Rechtschreibwortschatz für Erwachsene, Sachbuch (mit Thomas Haider, Angelika Wöllstein), Institut für deutsche Sprache (Hg.), Universitätsverlag WINTER, Heidelberg 2015 ISBN 9783825375355
- Mir ist die Zunge so schwer, Erzählungen, Kremayr & Scheriau, Wien 2017 ISBN 9783218010696[2]
- Wir verlassenen Kinder, Roman, Kremayr & Scheriau, Wien 2020 ISBN 9783218012089[3]

Beiträge
- popleben. In: „*) SALZ. zeitschrift für literatur“, S. 36 (2007).
- oder die atombombe. In: „erostepost“ nr. 45, S. 9–11 (2011).
- blendend. In: ]trash[pool nr. 2, S. 12–16 (2011).
- bettjacke. In: Facetten, S. 63–68 (2012).
- gefangen spielen. In: kolik 59 Zeitschrift für Literatur, S. 73–76 (2013).
- Glasmännchen. In: ]trash[pool nr. 8, S. 16–19 (2017)
- Flucht.Punkt.Stadt. In: Flucht. Punkt. Stadt. 40. Jubiläum „Die Räuber ’77“, 03 Flucht: Text 36. (2017)
- Vor, während und eine Miniaturutopie nach der Pandemie. In: allmende. Zeitschrift für literatur nr 106, S. 73–76 (2021)[4]
- Übers Schreiben und Muttersein (in beengten Zeiten). In: Lichtungen. Zeitschrift für Literatur, Kunst und Zeitkritik 165, S. 113–121 (2021)[5]

## Auszeichnungen
- 2007: Marianne-von-Willemer-Preis
- 2010: Startstipendium für junge Künstler des österreichischen Staates für das Projekt nomadenkind
- 2012: Preisträgerin der Schreibwerkstatt Literaturgärtnerei
- 2018: Arbeitsstipendium des Förderkreises für Schriftstellerinnen und Schriftsteller in Baden-Württemberg (FDS)[6]
- 2018: Startstipendium des österreichischen Staats
- 2020: Literaturstipendium des Landes Baden-Württemberg
- 2020: #stattApplaus. Oberösterreichischer Kunstpreis für mutige Literatur
- 2021: Shortlist das Debüt 2020 Bloggerpreis für Literatur (2. Platz)
- 2021: Arbeitsstipendium des Landes Oberösterreich
- 2021: Startstipendium des Landes Baden-Württemberg